# Miloš Dokulil
Miloš Dokulil (5. července 1912 Ctidružice – 2. listopadu 2002 Praha) byl český lingvista, odborník v oblasti slovotvorby. Dle českého jazykovědce Karla Hausenblase byl Miloš Dokulil „jedním z nejvýznamnějších lingvistů-bohemistů poválečného období“.

## Život
Miloš Dokulil se narodil 5. července 1912 v obci Ctidružice. Základní školu a gymnázium absolvoval v Třebíči. V roce 1931 začal studovat na Masarykově univerzitě v Brně. Spolu s ním studovali lingvisté Alois Jedlička a Josef Hrabák. Studovali bohemistiku, slavistiku, germanistiku a indoeuropeistiku. V roce 1936 odešel do Kodaně, kde pokračoval ve výzkumu jazyků. Následně začal pracoval jako středoškolský učitel (na IV. reálném gymnasiu) v Brně, následně pak v Jihlavě (zde působil na reálném gymnáziu a učitelském ústavu) a mezi lety 1939 a 1948 působil v Novém Městě na Moravě. Několik let také vyučoval dánštinu v Brně na Masarykově univerzitě.
Po druhé světové válce, v roce 1948 začal na pozvání českého akademika prof. Bohuslava Havránka pracovat v nově zřízeném Ústavu českého jazyka Československé akademie věd v Praze. V tomto období se přestěhoval natrvalo do Prahy, avšak dle prof. Františka Daneše a i Bohuslava Havránka zůstal i nadále moravským patriotem. Dne 1. července 1970 byl pak dle vyjádření Bohuslava Havránka ustanoven prozatímním vedoucím ÚJČ AV ČR.
Miloš Dokulil zemřel 2. listopadu 2002. Dne 8. listopadu byl pohřben na Strašnickém hřbitově v Praze. 

## Dílo
Jeho hlavní prací je dvoudílná monografie o české slovotvorbě: Tvoření slov v češtině 1 (Teorie odvozování slov), Praha 1962 a Tvoření slov v češtině 2 (Odvozování podstatných jmen), Praha, 1967.